# Passeport australien
Le passeport australien (en anglais : Australian passport) est un document de voyage international délivré aux ressortissants australiens, et qui peut aussi servir de preuve de la citoyenneté australienne (en).